# Okręg Korpusu Nr V
Okręg Korpusu Nr V (OK V) – okręg wojskowy Wojska Polskiego II RP w latach 1921-1939 z siedzibą dowództwa w garnizonie Kraków.

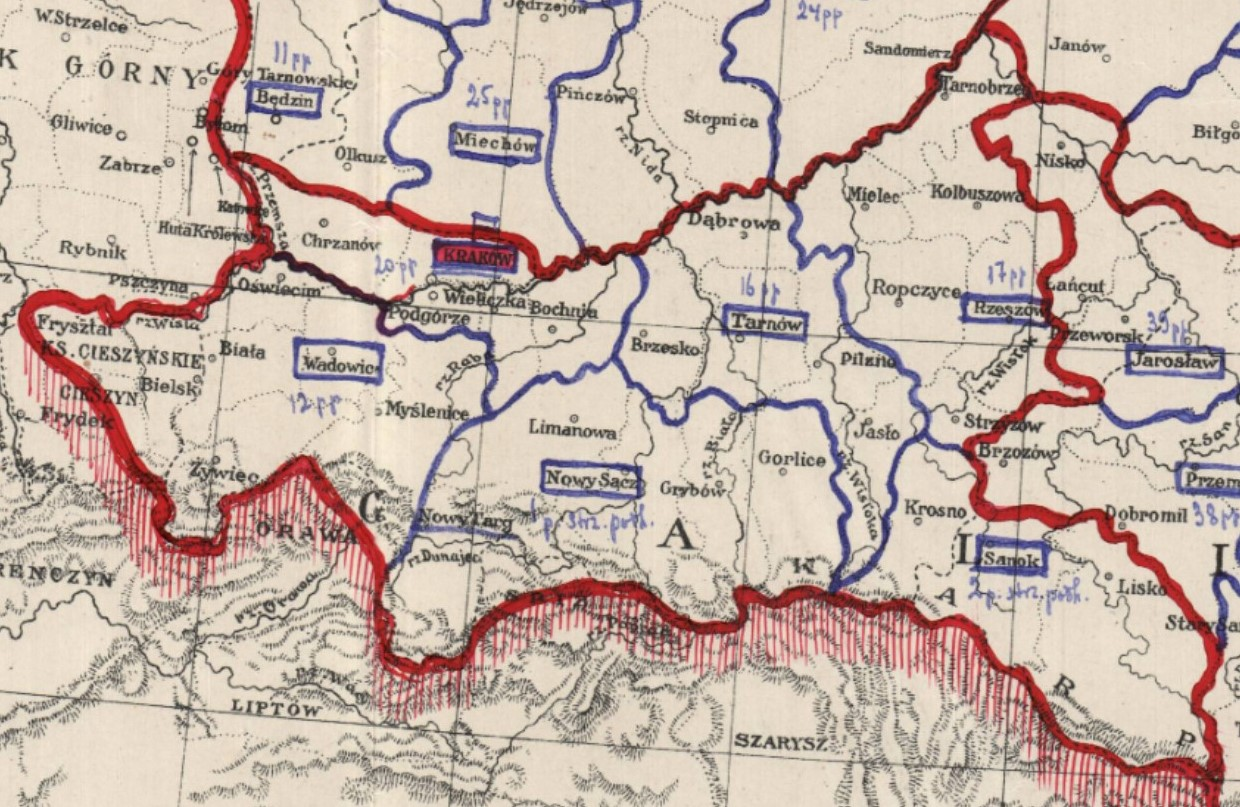
Okręg Generalny Kraków

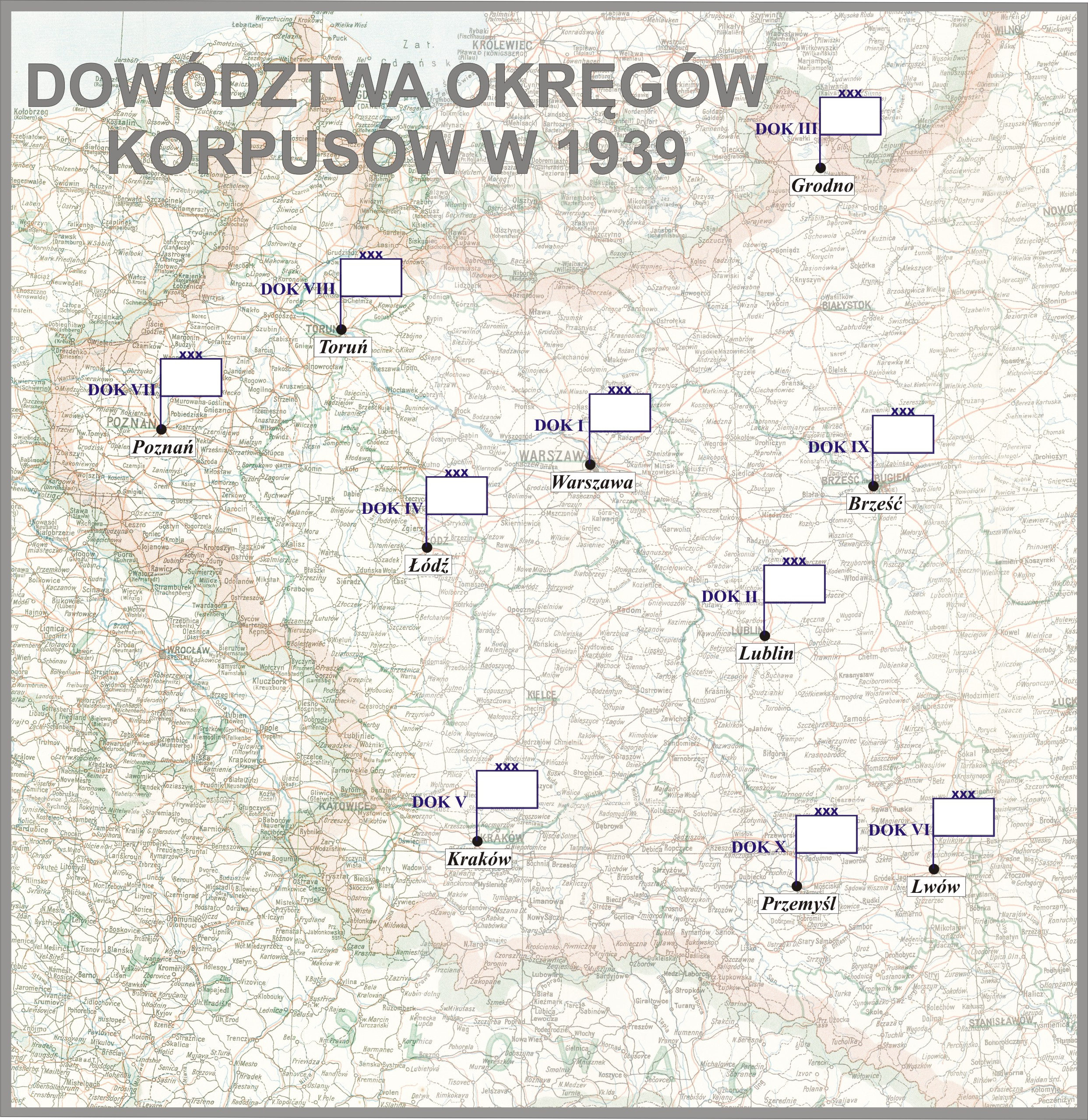
DOK w 1939

## Zasięg terytorialny okręgu w 1939
W 1939 Okręg Korpusu Nr V obejmował swoim zasięgiem (...)

## Jednostki i instytucje wojskowe stacjonujące na obszarze OK V

### Wyższe dowództwa
- Inspektorat Armii Nr IV w Krakowie (1921-1926)
- Inspektorat Armii z siedzibą w Krakowie (1926-1938)
- Skład osobowy generała do prac przy Generalnym Inspektorze Sił Zbrojnych z siedzibą w Krakowie (1938–1939)
- Dowództwo Okręgu Korpusu Nr V w Krakowie

### Oddziały i pododdziały broni
Piechota
- Dowództwo 6 Dywizji Piechoty w Krakowie (1919-1939)
- Dowództwo 1 Dywizji Górskiej w Bielsku (1920-1925)
- Dowództwo 21 Dywizji Piechoty Górskiej w Bielsku (1925-1939)
- Dowództwo 23 Górnośląskiej Dywizji Piechoty w Katowicach (1921-1939)
- 12 pułk piechoty w Wadowicach (III batalion w Krakowie)
- 20 pułk piechoty Ziemi Krakowskiej w Krakowie (Łobzów)

Kawaleria
- Dowództwo V Brygady Jazdy w Krakowie (1921-1924)
- Dowództwo 5 Samodzielnej Brygady Kawalerii w Krakowie (1924-1937)
- Dowództwo Krakowskiej Brygady Kawalerii w Krakowie (1937-1939)
- 2 pułk Szwoleżerów Rokitniańskich w Białej i Bielsku (1921-1926 → Starogard Gdański)
  - 1 szwadron w Pszczynie (1921-1926)
  - 4 szwadron w Bochni (1921-1926)
  - kadra szwadronu zapasowego w Bochni (1921-1926)
- 3 pułk Ułanów Śląskich w Tarnowskich Górach (1922–1939)
  - 3 szwadron w Pszczynie (1926-1939)
  - szwadron zapasowy w Bochni (od 1924)
- 8 pułk ułanów Księcia Józefa Poniatowskiego w Krakowie (1921-1939)
- 5 pułk strzelców konnych w Tarnowie (1921-1934) i Dębicy (1934–1939)

Artyleria
- 5 Grupa Artylerii w Krakowie (1929–1939)
- 5 pułk artylerii ciężkiej w Krakowie (1921-1939)
- 6 pułk artylerii lekkiej w Krakowie (Łobzów)
- 21 pułk artylerii lekkiej w Białej (III dywizjon w Cieszynie)
- 23 pułk artylerii lekkiej w Będzinie (II dywizjon Żorach)
- 5 dywizjon artylerii konnej w Oświęcimiu
- samodzielna bateria artylerii przeciwlotniczej nr 5 w Krakowie (1924-1926)
- samodzielny dywizjon artylerii przeciwlotniczej nr 5 w Krakowie
- 5 dywizjon artylerii przeciwlotniczej w Krakowie
- 15 dywizjon artylerii przeciwlotniczej w Katowicach

Lotnictwo
- 2 pułk lotniczy w Krakowie-Rakowicach

Wojska Samochodowe i Bronie Pancerne
- 5 szwadron samochodów pancernych w Krakowie
- 5 batalion pancerny w Krakowie
- 2 dywizjon pociągów pancernych w Niepołomicach

Łączność
- Dowództwo 2 Grupy Łączności w Krakowie (1931-1933)
- 5 samodzielny batalion łączności → 5 batalion telegraficzny w Krakowie (1930–1939)
- Stacja Radiotelegraficzna „Kraków” w Krakowie → 3 pluton radiotelegraficzny w Krzesławicach → Stacja Radiotelegraficzna Nr 3 w Krzeszowicach
- Kadra kompanii szkolnej 2 batalionu radiotelegraficznego w Krakowie → Kadra 2 kompanii szkolnej radio
- kompania telegraficzna 6 DP → kompania łączności 6 DP w Krakowie
- kompania telegraficzna 21 DPG → kompania łączności 21 DPG w Cieszynie
- kompania telegraficzna 23 DP → kompania łączności 23 DP w Katowicach

Saperzy
- Okręgowy Skład Inżynierii i Saperów Nr V w Krakowie
- Kierownictwo Rejonowe Inżynierii i Saperów w Krakowie
- Kierownictwo Rejonowe Inżynierii i Saperów w Katowicach
- Kierownictwo Rejonowe Inżynierii i Saperów w Tarnowie
- 5 batalion saperów w Krakowie
- Ośrodek Sapersko-Pionierski 23 DP w Mysłowicach
- 1 batalion mostów kolejowych w Krakowie

Wojska Taborowe (Tabory) i służba remontu
- Oddział Stadników (niem. Hengstendepot) w Krakowie, bastion V (kancelaria przy ul. Lubomirskich 27)[1]
  - komendant – rtm. Tadeusz Piórkowski (od 18 XI 1918[1])
- Stadnina w Kleczy Dolnej[1]
- 5 szwadron zapasowy taborów w Krakowie
- 5 dywizjon taborów w Krakowie (1921-1925) → 5 szwadron taborów (1925-1931) → 5 dywizjon taborów
- 5 dywizjon taborów w Bochni (1931-1939)
- Komisja Remontowa w Krakowie (zlikwidowana 15 maja 1921[2])
- Komisja Remontowa w Rzeszowie (zlikwidowana 15 maja 1921[2])
- Komisja Remontowa w Krakowie

Komisja została utworzona w maju 1921, w miejsce dotychczasowych komisji w Krakowie i Rzeszowie. Pierwszym prezesem komisji został ppłk Adam Śmiałowski
- Komenda Uzupełnień Koni w Krakowie

Komisja została utworzona w maju 1921. Obejmowała swoją właściwością okręg dywizyjny 6 DP. Pierwszym komendantem został płk Kazimierz Osiecimski-Czapski
- Komenda Uzupełnień Koni w Nowym Sączu

Komisja została utworzona w maju 1921. Obejmowała swoją właściwością okręg dywizyjny DGórs. Pierwszym komendantem został mjr Teodor Podsoński
Żandarmeria
- 5 dywizjon żandarmerii w Krakowie

### Oddziały i zakłady służb
Służba zdrowia
- Szpital Wojskowy Nr 2 w Krakowie
- Szpital Rezerwowy Nr 5 w Krakowie (zwinięty 3 stycznia 1919[3])
- Szpital Chorób Zakaźnych w Krakowie
- Szpital Wojskowy Inwalidów w Bochni
- Szpital Wojskowy w Cieszynie
- Szpital Wojskowy w Dębicy
- Szpital Wojskowy w Dziedzicach
- Szpital Wojskowy w Nowym Sączu
- Szpital Wojskowy w Rzeszowie
- Szpital Wojskowy w Sanoku
- Szpital Wojskowy w Wadowicach
- Wojskowe Sanatorium Czerwonego Krzyża w Zakopanem[4]
- kompania zapasowa sanitarna nr 5 → 5 bsan.
- Wojskowy Zakład Dezynfekcyjny w Tarnowie

Kierownictwa rejonów sanitarnych zostały utworzone w listopadzie 1921 roku, natomiast ich likwidacja została przeprowadzona w kwietniu 1924 roku.
- Kierownictwo Rejonu Sanitarnego Bielsko
- Kierownictwo Rejonu Sanitarnego Katowice
- Kierownictwo Rejonu Sanitarnego Kraków
- 5 batalion sanitarny w Krakowie (1922-1931) → kadra zapasowa 5 Szpitala Okręgowego
- Okręgowy Szpital Nr V w Krakowie → 5 Szpital Okręgowy
- Szpital Rejonowy Biała-Bielsko (do 30 VI 1924[6][7]) → GICh
- Filia Szpitala Rejonowego Bielsko w Nowym Sączu (do 30 VI 1924) → Szpital Rejonowy w Nowym Sączu (30 VI 1924[6][7] – 1928) → GICh
- Szpital Rejonowy Katowice w Bogucicach (do 1927)
- Szpital Rejonowy Tarnów (do 1925) → GICh
- Zakład Leczniczo-Protezowy dla Inwalidów Wojennych w Krakowie (1921 – 25 VII 1924[8])
- Sanatorium Wojskowe w Rajczy (do 1935)
- Sanatorium Wojskowe im. Marszałka Józef Piłsudskiego w Zakopanem (1928-1939)
- Sanatorium Wojskowe dla dzieci w Rabce (1936–1939)
- Garnizonowa Izba Chorych w Bielsku (30 VI 1924[6][7] – 1927)
- Garnizonowa Izba Chorych w Nowym Sączu (1928-1931)
- Garnizonowa Izba Chorych w Tarnowie (1925-1931)
- Oficer łącznikowy w Sanatorium Czerwonego Krzyża w Zakopanem[9]

Służba weterynaryjna
- Szpital dla koni świerzbowatych w Bochni (zlikwidowany 31 V 1921[10])

Służba uzbrojenia
- Zbrojownia Nr 4 w Krakowie
- Kadra Warsztatów Amunicyjnych Nr 3 w Krakowie
- Centralne Składy Broni Nr 2 w Krakowie
- Centralne Składy Amunicji Nr 4 w Krakowie
- Okręgowy Zakład Uzbrojenia Nr V w Krakowie
- Składnica Uzbrojenia Nr 5 w Krakowie
- Filia Składnicy Uzbrojenia Nr 5 w Kłaju

Służba intendentury
- Wojskowy Okręgowy Zakład Gospodarczy Kraków
- Wojskowy Zakład Gospodarczy Nowy Sącz
- Wojskowy Zakład Gospodarczy Rzeszów
- Wojskowy Zakład Gospodarczy Sanok
- Wojskowy Zakład Gospodarczy Tarnów
- Wojskowy Zakład Gospodarczy Wadowice
- Wojskowy Okręgowy Zakład Mundurowy
- Wojskowe Biuro MPS w Czechowicach
- Wojskowe Biuro Węglowe w Katowicach
- Okręgowy Zakład Gospodarczy Nr V w Krakowie
- Rejonowy Zakład Gospodarczy w Bielsku z filią w Nowym Sączu
- Rejonowy Zakład Gospodarczy w Mysłowicach
- Rejonowy Zakład Gospodarczy w Tarnowie
- Składnica Materiału Intendenckiego Nr 5 w Krakowie

Służba sprawiedliwości
- Wojskowy Sąd Okręgowy Nr V → Wojskowy Sąd Okręgowy Nr 5 w Krakowie
- Prokuratura przy Wojskowym Sądzie Okręgowym Nr V → Wojskowa Prokuratura Okręgowa Nr 5 w Krakowie
- Wojskowy Sąd Rejonowy w Krakowie
- Wojskowy Sąd Rejonowy w Bielsku
- Wojskowy Sąd Rejonowy w Katowicach
- Wojskowe Więzienie Śledcze Nr 5 w Krakowie

Służba uzupełnień (wcześniej – służba poborowa)
W latach 1918–1921
- Okręgowa Komenda Uzupełnień w Krakowie (1918–1919)
  - XV Powiatowa Komenda Uzupełnień w Krakowie (1918–1919)
  - XVI Powiatowa Komenda Uzupełnień w Przemyślu (1919) → XXVIII PKU
  - XVII Powiatowa Komenda Uzupełnień w Cieszynie (1919) → XVI PKU
  - XVIII Powiatowa Komenda Uzupełnień w Nowym Targu (1919) → XVIII PKU w Nowym Sączu → XVII PKU
  - XIX Powiatowa Komenda Uzupełnień w Tarnowie (1919) → XVIII PKU
  - XX Powiatowa Komenda Uzupełnień w Wadowicach (1919) → XIX PKU
  - XXI Powiatowa Komenda Uzupełnień w Rzeszowie (1919) → XXVII
  - XXII Powiatowa Komenda Uzupełnień w Będzinie (1919) → XX PKU
- Okręgowa Komenda Uzupełnień Kraków (1919)
  - XV Powiatowa Komenda Uzupełnień w Krakowie (1918–1919) → PKU 20 pp
  - XVI Powiatowa Komenda Uzupełnień w Cieszynie (1919) → XVI Sanok → PKU 2 psp
  - XVII Powiatowa Komenda Uzupełnień Nowy Sącz (1919) → PKU 1 psp
  - XVIII Powiatowa Komenda Uzupełnień Tarnów (1919) → PKU 16 pp
  - XIX Powiatowa Komenda Uzupełnień Wadowice (1919) → PKU 12 pp
  - XX Powiatowa Komenda Uzupełnień Będzin (1919) → PKU 11 pp (OGen. Kielce)
- Okręgowa Komenda Uzupełnień Lwowie w Przemyślu (1919)
  - XXI Powiatowa Komenda Uzupełnień Lwów → PKU 40 pp
  - XXII Powiatowa Komenda Uzupełnień Rawa Ruska → PKU 19 pp Gródek Jagielloński
  - XXVI Powiatowa Komenda Uzupełnień Jarosław → PKU 39 pp
  - XXVII Powiatowa Komenda Uzupełnień Rzeszów → PKU 17 pp
  - XXVIII Powiatowa Komenda Uzupełnień Przemyśl (1919) → PKU 38 pp
  - XXIX Powiatowa Komenda Uzupełnień Sambor → PKU 46 pp
- Powiatowa Komenda Uzupełnień 12 pułku piechoty w Wadowicach → PKU Wadowice
- Powiatowa Komenda Uzupełnień 16 pułku piechoty w Tarnowie → PKU Tarnów
- Powiatowa Komenda Uzupełnień 17 pułku piechoty w Rzeszowie → PKU Rzeszów (OK X)
- Powiatowa Komenda Uzupełnień 20 pułku piechoty w Krakowie → PKU Kraków Miasto ? Powiat
- Powiatowa Komenda Uzupełnień 1 pułku Strzelców Podhalańskich w Nowym Sączu  → PKU Nowy Sącz
- Powiatowa Komenda Uzupełnień 1 pułku Strzelców Podhalańskich w Sanoku → PKU Sanok (OK X)

W latach 1921–1924
- Powiatowa Komenda Uzupełnień Będzin w Sosnowcu → PKU Sosnowiec
- Powiatowa Komenda Uzupełnień Biała-Bielsko → PKU Bielsko (1927-1938) → KRU Bielsko
- Powiatowa Komenda Uzupełnień Kraków Miasto
- Powiatowa Komenda Uzupełnień Kraków Powiat
- Powiatowa Komenda Uzupełnień Miechów
- Powiatowa Komenda Uzupełnień Nowy Sącz
- Powiatowa Komenda Uzupełnień Nowy Targ
- Powiatowa Komenda Uzupełnień Tarnów
- Powiatowa Komenda Uzupełnień Wadowice

W 1924 na terenie Górnego Śląska utworzono cztery okręgi poborowe, z których trzy znajdowały się w OK V
- Powiatowa Komenda Uzupełnień Katowice (1924-1938) → KRU Katowice
- Powiatowa Komenda Uzupełnień Królewska Huta (1924-1938) → KRU Chorzów
- Powiatowa Komenda Uzupełnień Pszczyna (1924-1938) → KRU Pszczyna

Z dniem 1 października 1927 utworzono kolejnych sześć komend
- Powiatowa Komenda Uzupełnień Bochnia (1927-1938) → KRU Bochnia
- Powiatowa Komenda Uzupełnień Dębica (1927-1938) → KRU Dębica
- Powiatowa Komenda Uzupełnień Jasło (1927-1938) → KRU Jasło
- Powiatowa Komenda Uzupełnień Tarnowskie Góry (1927-1938) → KRU Tarnowskie Góry
- Powiatowa Komenda Uzupełnień Zawiercie (1927-1938) → KRU Zawiercie
- Powiatowa Komenda Uzupełnień Żywiec (1927-1938) → KRU Żywiec

W latach 1938–1939

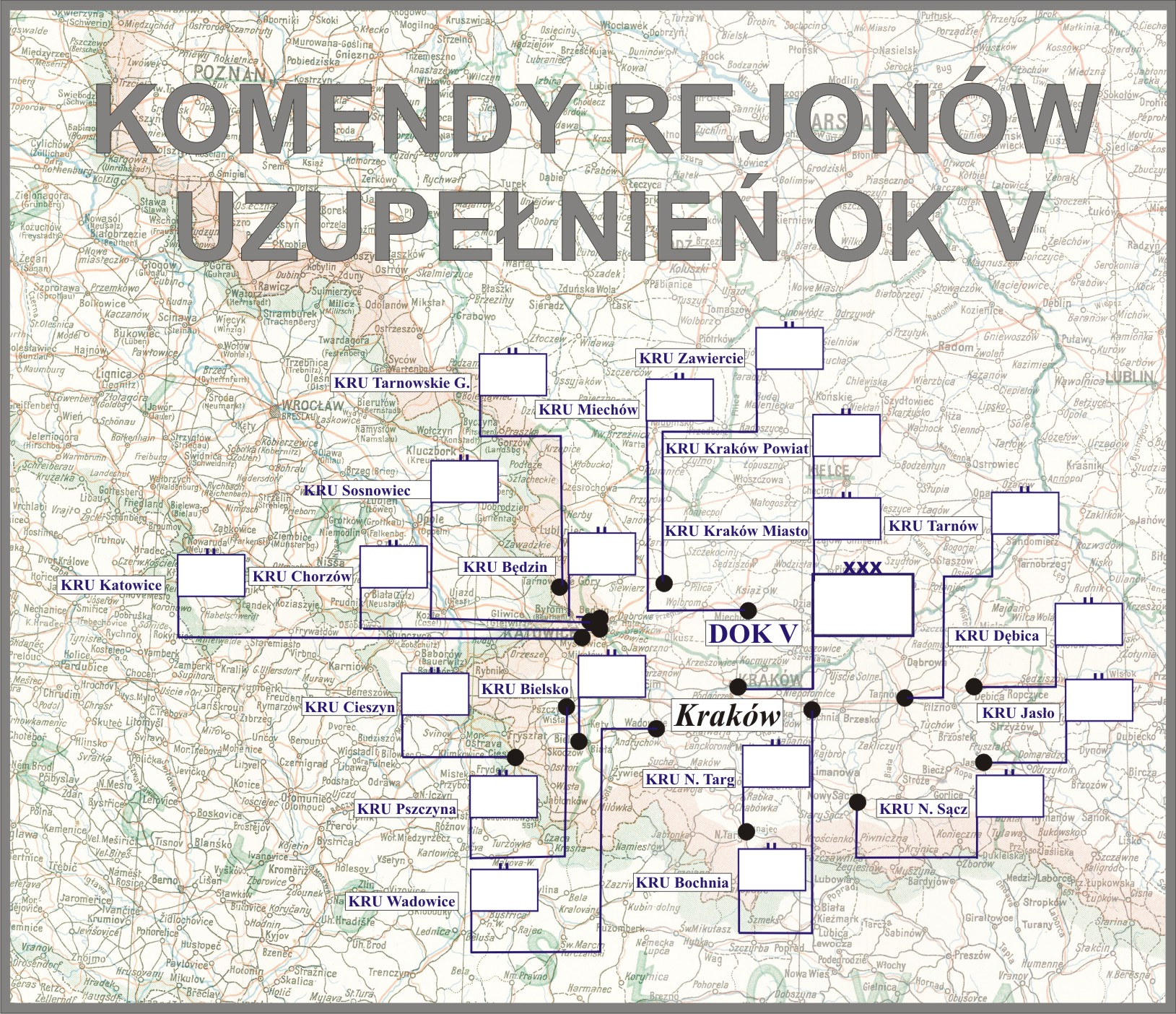
Komendy rejonów uzupełnień OK V

- Komenda Rejonu Uzupełnień Kraków Miasto
- Komenda Rejonu Uzupełnień Kraków Powiat
- Komenda Rejonu Uzupełnień Będzin
- Komenda Rejonu Uzupełnień Bielsko
- Komenda Rejonu Uzupełnień Bochnia
- Komenda Rejonu Uzupełnień Chorzów
- Komenda Rejonu Uzupełnień Cieszyn
- Komenda Rejonu Uzupełnień Dębica
- Komenda Rejonu Uzupełnień Jasło
- Komenda Rejonu Uzupełnień Katowice
- Komenda Rejonu Uzupełnień Miechów
- Komenda Rejonu Uzupełnień Nowy Sącz
- Komenda Rejonu Uzupełnień Nowy Targ
- Komenda Rejonu Uzupełnień Pszczyna
- Komenda Rejonu Uzupełnień Sosnowiec
- Komenda Rejonu Uzupełnień Tarnowskie Góry
- Komenda Rejonu Uzupełnień Tarnów
- Komenda Rejonu Uzupełnień Wadowice
- Komenda Rejonu Uzupełnień Zawiercie
- Komenda Rejonu Uzupełnień Żywiec (1938)

Służba duszpasterska
- Parafia Wojskowa w Bielsku
- Parafia Wojskowa w Cieszynie
- Parafia Wojskowa w  Katowicach

### Szkoły
- Dywizyjne Centrum Wyszkolenia w Krakowie (1921)
- Okręgowa Szkoła Podoficerska Nr 5 (1921)
- Oficerska Szkoła Wojsk Kolejowych (1919–1921)
- Szkoła Podchorążych w Łobzowie (1918–1919)
- Korpus Kadetów Nr 1 im. Marszałka Józefa Piłsudskiego w Łobzowie (1919–1921)
- Szkoła Podchorążych Rezerwy Piechoty Nr 5 (1927-1928)
- Batalion Podchorążych Rezerwy Piechoty Nr 5 (1928-1929)
- Szkoła Wysokogórska („Szkoła Wysoko-Górska”) w Zakopanem[11]

### Władze lokalne
- Komenda Obozu Warownego „Kraków”
- Oficer placu w Bielsku
- Oficer placu w Katowicach
- Oficer placu w Zakopanem[12]

### Oddziały różne
- Główna Stacja Zborna Kraków
- Stacja Zborna dla powracających z Rosji jeńców wojennych w koszarach Rudolfa (rozwiązana 18 XI 1918[1])
- Personalna Stacja Zborna (niem. Pers. Sam. Stelle)[1]
- Wojskowa Eksploatacja Leśna w Zakopanem[13]
- Obóz Internowanych Nr 2 w Wadowicach
- Zbiornica Materiałów Demobilizacyjnych w Krakowie[2]
- Zbiornica Materiałów Demobilizacyjnych w Rzeszowie Przybyszówce (zlikwidowana w maju 1921[2])
- Zakłady Dezynfekcyjne w Tarnowie[14]